# Tricha orlí
Tricha orlí (Psittrichas fulgidus) nebo též papoušek orlí je druh papouška z Nové Guiney, který je zároveň jediným druhem z rodu tricha (Psittrichas) a podčeledi Psittrichasinae. Tento papoušek je velký do 50 cm, charakteristické je pro něj černočervené zbarvení, přičemž červená se objevuje hlavně na břišní části těla. Vzhledem připomíná spíše supa než papouška, což je nejvíce markantní na jeho vyloženě supí hlavě, která je v přední části lysá. Váží od 600 do 800 gramů. Obývá deštné lesy Nové Guiney v nadmořské výšce od 800 do 2000 metrů nad mořem. Pro potravu nejraději vyhledává fíky, nepohrdne však ani jiným zralým ovocem, květy a nektarem. Hnízda si staví v dutinách stromů, snáší pravidelně dvě vejce s inkubační dobou 27—31 dní.

## Popis a výskyt

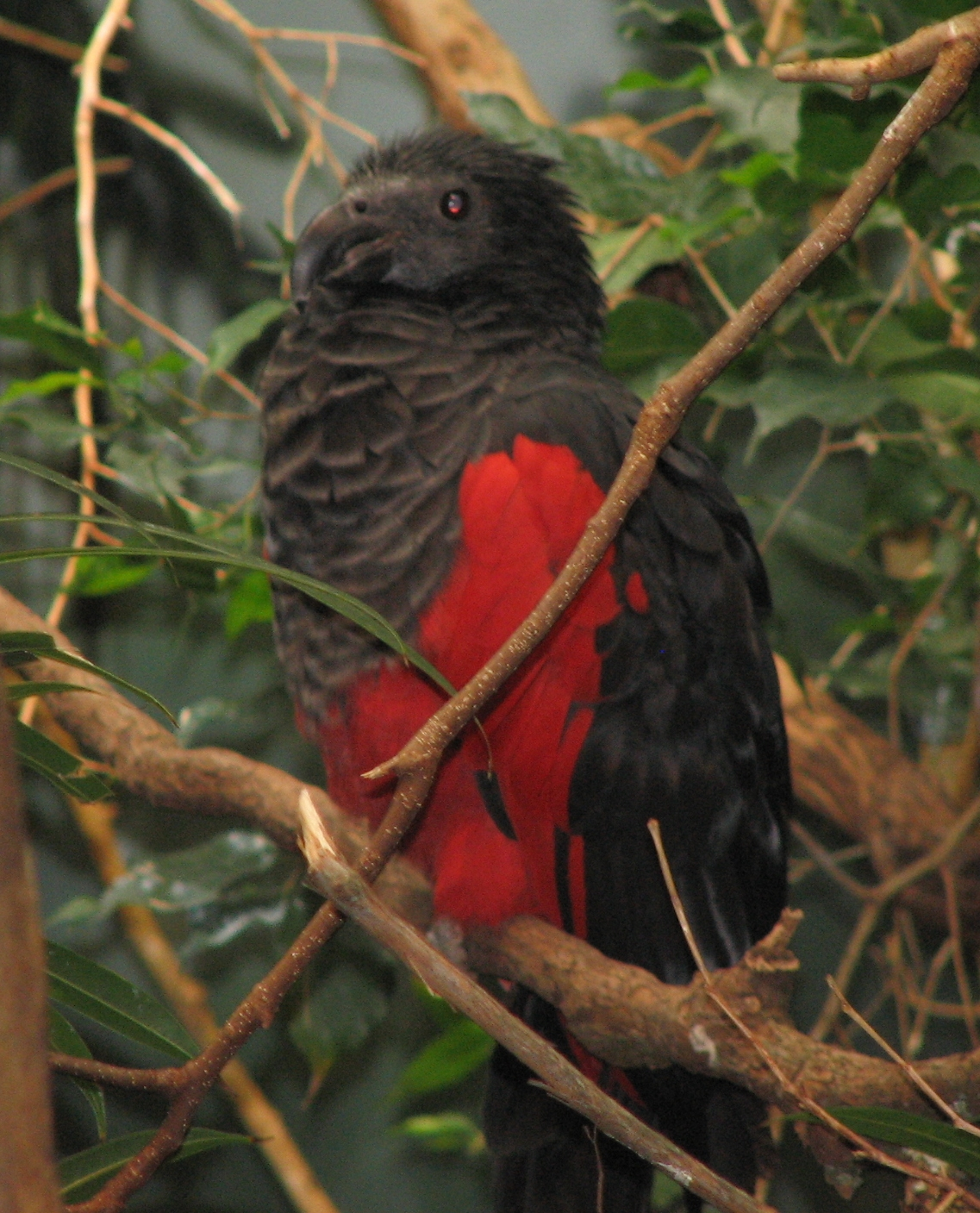
Tricha orlí v zoo Cincinnati

Trichy mají charakteristicky zbarvené tělo, které je téměř celé černé, pouze na břiše najdeme červeně zbarvené peří. Mají typické znaky papoušků, zavalité tělo, výrazně zahnutý zobák, který slouží jako nástroj při pojídání ovoce a masivní prsty na nohou, dva a dva proti sobě, které slouží k pevnému úchytu na větvích. Na rozdíl od alexandrů, loriů a arů mají jen krátký uťatý ocas. Pro trichy je charakteristický jejich vzhled, kterým připomínají supa, hlavně hlavou. Hlava je více protáhlá a v přední části lysá. Lysina má podobný význam jako pro supy, brání tak umazání peří od potravy, u trich však ne od krve, ale od ovocných šťáv. Trichy dorůstají nejčastěji do 46 cm délky a váží od 600 do 800 gramů. Samečci a samičky jsou si podobní, samička je většinou štíhlejší a má jemnější hlavu. Samečci mají za očima červená kopinatá pírka. Tricha orlí je endemitem Nové Guiney, vyskytuje se v deštných lesích od 800 do 2000 metrů nad mořem.

## Chování
Trichy podobně jako většina papoušků žijí v párech, které zůstávají po celý život neměnné. Hnízda si staví v dutinách stromů, samice pravidelně snáší 2 vejce s inkubační dobou od 27 do 30 dní. Mezi větvemi stromů nešplhá, ale přelétává. Létá pomalu pomocí mohutných záběrů křídel, za letu pronikavě křičí. Při letu vypadá podobně jako plachtící sup. Většinou létají osamoceně nebo v párech, ale byla spatřena i hejna o 20 jedincích.

## Status ohrožení

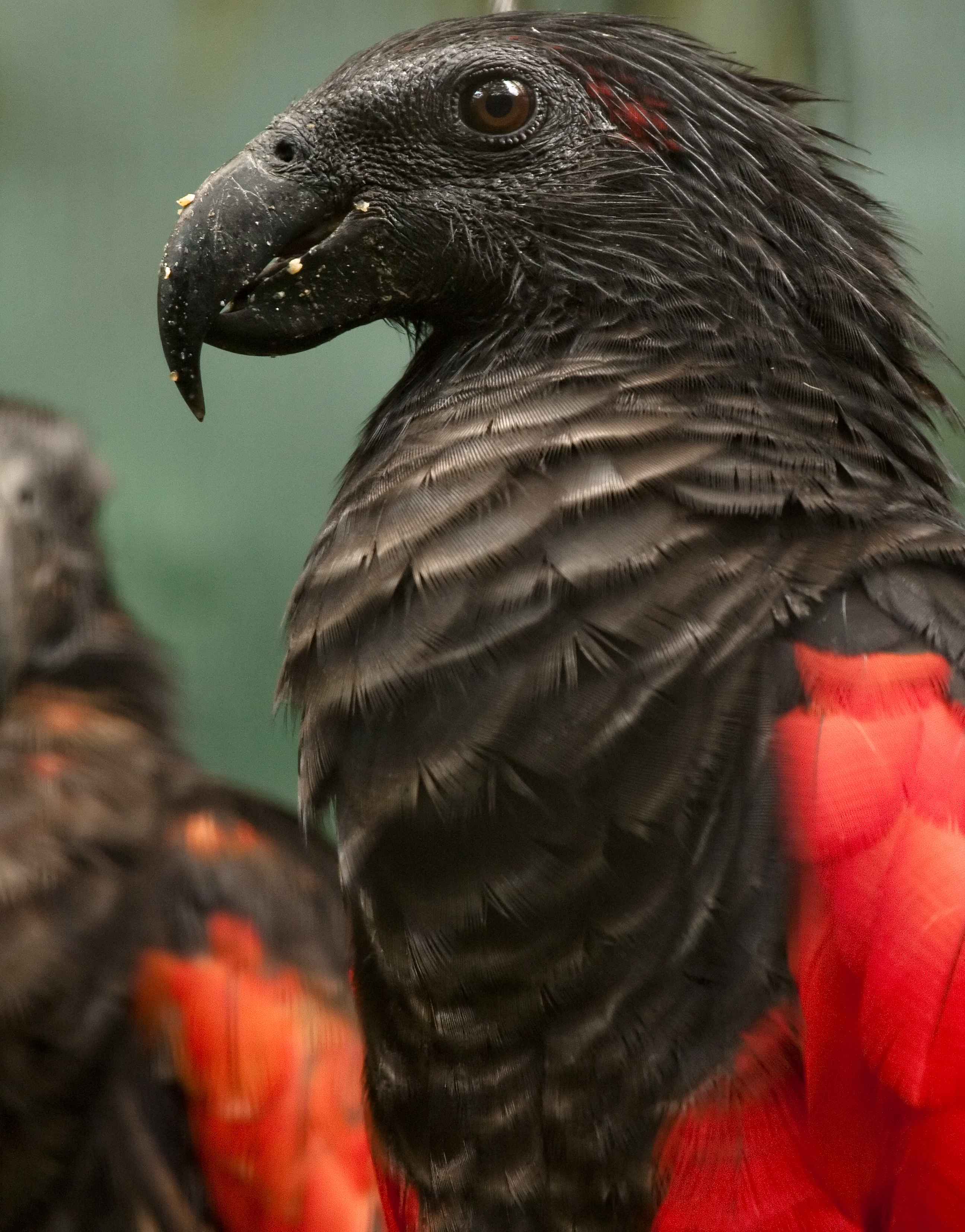
Hlava a horní část těla trichy.

Populace trich v současné době již po tři generace klesá. Podle IUCN seznamu ohrožených druhů je klasifikován jako zranitelný. Za pokles populace může člověk. Trichy trpí úbytkem svého přirozeného prostředí v důsledku kácení deštných pralesů na Nové Guineji. Pro své krásné dlouhé peří byl (a dodnes je) zároveň často loven. Ornitologové odhadují jejich počet na 21 tisíc párů, které obývají území 278 000 km2.

## Chov
Trichy jsou v zajetí chovány jen vzácně. Jsou velmi drahé, jeden pták stojí okolo 300 000 korun. Samičky jsou vzácnější a dražší než samečci. Samečkům někteří překupníci vytrhávají jejich kopinatá červená pírka u očí a poté je podvodně vydávají za samičky. Do Evropy byli zavezeni poprvé v roce 1831. Jsou velmi nároční na chov, potřebují stálou teplotu kolem 20 stupňů Celsia a poměrně vysokou vlhkost vzduchu. Nejvíce náročné je krmení, trichy vyžadují tropické ovoce své domoviny, hlavně fíky, papáju a mango. Tyto potraviny lze sice částečně nahradit místním ovocem (jablka, hrušky či hroznové víno), nicméně tropické ovoce nesmí chybět, protože z něj trichy přebírají důležité enzymy pro správné zažívání.

## Chov v zoo
Tento druh je v zoo chován velmi výjimečně. V rámci evropských zoo se v září 2019 jednalo o šest zařízení. Mezi nimi je také česká Zoo Praha.

### Chov v Zoo Praha
Tricha orlí je v Zoo Praha od roku 2014, kdy byla dovezena jedna samice. Dva samci pak byli získáni v roce 2016. Ke konci roku 2018 byli chováni dva samci a dvě samice. Od 28. 9. 2019 jsou poprvé v historii českých zoo k vidění v Rákosově pavilonu v dolní části zoo, a to jako hlavní druh v expozici představující horské lesy Nové Guiney (vystaven je jeden pár).
Zoo Praha vede monitoring tohoto druhu v rámci Evropské asociace zoologických zahrad a akvárií (EAZA).
Na přelomu let 2020 a 2021 se v Zoo Praha podařilo, jako první zoologické zahradě kontinentální Evropy, tento druh papouška odchovat.